# NGC 2748
NGC 2748 ist eine Spiralgalaxie mit ausgedehnten Sternentstehungsgebieten vom Hubble-Typ Sbc im Sternbild Giraffe am Nordsternhimmel. Sie ist schätzungsweise 72 Millionen Lichtjahre von der Milchstraße entfernt und hat einen Durchmesser von etwa 65.000 Lichtjahren.

Gemeinsam mit NGC 2591, NGC 2655, NGC 2715 bildet sie die NGC 2655-Gruppe.
Die Supernovae SN 1985A (Typ-Ia), SN 2013ff (Typ-Ic) und SN 2017gkk (Typ-IIb) wurden hier beobachtet.
Das Objekt wurde am 2. September 1828 von John Herschel entdeckt.